# Wydział Wzornictwa i Architektury Wnętrz Akademii Sztuk Pięknych im. Władysława Strzemińskiego w Łodzi
Wydział Wzornictwa i Architektury Wnętrz Akademii Sztuk Pięknych im. Władysława Strzemińskiego w Łodzi – jeden z czterech wydziałów Akademii Sztuk Pięknych im. Władysława Strzemińskiego w Łodzi. Jego siedziba znajduje się przy ul. Wojska Polskiego 121 w Łodzi. Powstał w 1991 r..

## Struktura
- Katedra Architektury Wnętrz
  - Pracownia Projektowania Wnętrz Mieszkalnych
  - Pracownia Projektowania Wnętrz Użyteczności Publicznej
  - Pracownia Projektowania Przestrzeni Wystawienniczej
  - Pracownia Projektowania Przestrzeni dla Rozrywki i Rekreacji
  - Pracownia Malarstwa i Rysunku
  - Pracownia Interdyscyplinarnych Działań Wizualnych
  - Pracownia Kompozycji Przestrzeni
  - Pracownia Projektowania Mebli
  - Pracownia Projektowania Wnętrz w Strukturach Istniejących i Historycznych
- Katedra Komunikacji Wizualnej
  - Pracownia Komunikacji Wizualnej I
  - Pracownia Komunikacji Wizualnej II
  - Pracownia Komunikacji Wizualnej III
  - Pracownia Projektowania Typografii Produktu
  - Pracownia Malarstwa
  - Pracownia Rysunku
- Katedra Wzornictwa
  - Pracownia Ergonomii Projektowej
  - Pracownia Podstaw Projektowania
  - Pracownia Projektowania Produktu I
  - Pracownia Modelowania Procesów Użytkowych
  - Pracownia Projektowania Produktu II
  - Pracownia Rozwoju Nowego Produktu
  - Pracownia Projektowania Systemów Wzorniczych
  - Pracownia Projektowania Interakcji[3]

## Kierunki studiów
- Wzornictwo
- Architektura Wnętrz[4]

## Władze
Dziekan: dr hab. inż. arch. Andrzej Wachowicz

Prodziekan: dr hab. Anna Miarka.